# Povijest Tanzanije
Tanzanija se osamostalila 1964. godine, ali njena povijest počinje puno ranije.
Oko 100. godine, tanzanijski otok Zanzibar naselili su ljudi s kopna. Od 8. stoljeća, obalu Tanganjike posjećuju arapski, indijski i kineski trgovci. U razdoblju 1500. – 1900., arapske izbjeglice dolaze na Zanzibar.
Godine 1498., portugalski istraživač Vasco da Gama, bio je prvi Europljanin u Istočnoj Africi. Ostao je 32 dana. Portugalci su osvojili Zanzibar 1505. godine. Vladali su do početka 18. stoljeća. Tada je vlast preuzeo Sultanat Oman, koji je u to vrijeme bio regionalna sila s posjedima od Omana preko Roga Afrike do Istočne Afrike. Imali su trgovinu robljem. Zanzibar City bio je glavni grad Sultanata Omana od 1840. godine.
Od 1890., otok Zanzibar bio je pod britanskim protektoratom, kao rezultat Ugovora Heligoland-Zanzibar. 
Kopneni dio Tanzanije bio je dio Njemačke Istočne Afrike od 1880-ih do 1919., kada je postala Britanski protektorat, sve do stjecanja neovisnosti 1961. Pobuna Maji Maji bio je nasilan otpor kolonijalnoj vladavini u Njemačkoj Istočnoj Africi. Razlozi ustanka bili su represivna država u kolonijalnom sustavu i eliminacija lokalnog gospodarstva. Nakon Prvog svjetskog rata, Zanzibar je stekao autonomiju, a 1963. i neovisnost. Englesko-zanzibarski rat vodio se između Ujedinjenog Kraljevstva i Zanzibara 27. kolovoza 1896. Trajao je samo 38 minuta i najkraći je rat u dosadašnjoj pisanoj povijesti.  
Tijekom kolonijalnoga doba, ranih 1950-ih, u Tanganjiki je živjelo manje od 20 000 bijelaca. Od njih se tek oko 1 000 bavilo poljoprivredom, a posjedovali su ukupno 1,3 % zemlje u Tanganjiki. Tek je 34 % ukupne površine bilo obradivo. Pravo Afrikanaca na svoju zemlju bilo je pomnije sačuvano nego u Keniji, jer je svaki prijenos vlasništva nad više od 2 000 ha zemljišta morao odobriti tajnik za kolonije u Londonu. Međutim, opet je bilo oko 180 000 Afrikanaca bezemljaša, koji su bili prisiljeni za niske nadnice obrađivati zemlju na tuđim posjedima. Prosječna plaća kuharice u Dar es Saalamu povisila se tijekom jednog desetljeća s 50 na 600 šilinga.
Julius Nyerere postao je 1960. premijerom Tanganjike, a na položaju je ostao i nakon stjecanja neovisnosti. Tanganjika i susjedni Zanzibar, koje je stekao neovisnost 1963., ujedinili su se 26. travnja 1964. u državu Tanzaniju. Prije ujedinjenja, dogodila se zanzibarska revolucija, u kojoj se afričko stanovništvo borilo protiv doseljenih Indijaca i Arapa. U krvavim sukobima poginulo je na tisuće ljudi. Razlog revolucije, bila je prethodna dugogodišnja vlast doseljene manjine nad afričkom većinom. 
Nyerere je uveo afrički socijalizam (Ujamma), koji je naglašavao pravdu i jednakost. No ujamma se pretvorio u ekonomsku katastrofu te je zbog propasti kolektivnih farmi, doveo do nestašice hrane.
Godine 1979., Tanzanija naviješta rat Ugandi, nakon sto je ova pokušala prisvojiti teritorij na sjeveru Tanzanije. Tanzanija je ne samo oslobodila svoj teritorij nego je i izvela invaziju na Ugandu i svrgnula Idi Amina. Nyerere je 1985. predao vlast Ali Hassan Mwinyiu, no pritom je zadržao predsjedanje nad vodećom strankom Chama cha Mapinduzi (CCM) sve do 1990. kada je predao kontrolu Mwinyiju. 
U listopadu 1995., u Tanzaniji je s prvim višestranačkim izborima završilo razdoblje jednostranačja. No, CCM je premoćno pobijedio na izborima, a njihov kandidat Benjamin Mkapa je uskoro nakon toga (23. prosinca 1995.) prisegnuo kao novi predsjednik Savezne Republike Tanzanije.
U siječnju 2001., navodno je najmanje 27 osoba (uglavnom članova stranke Civic United Front) ubijeno na Zanzibaru, kada je policija otvorila vatru na demonstrante, koji su mirno prosvjedovali zahtijevajući ponavljanje izbora.
Krajem 2004., potres na drugoj strani Indijskog oceana i tsunami, koji se pritom podigao stigao je i do obala Tanzanije, pri čemu je život izgubilo 11 osoba. U luci Dar es Salaamu, tanker je izbačen na obalu, pri čemu je došlo do oštećenja naftovoda.
U posljednjih nekoliko desetljeća, stanovništvo pogođeno AIDS-om te je udio HIV-pozitivnih oko 33%.

## Vanjske poveznice
Sestrinski projekti
|  | Zajednički poslužitelj ima još gradiva o temi Povijest Tanzanije |